# LA to the Moon Tour
Il LA to the Moon Tour è il quarto tour musicale della cantautrice statunitense Lana Del Rey, a supporto del suo quinto album in studio Lust for Life (2017).

## Informazioni
LA To The Moon Tour è il primo tour mondiale della cantante dal Paradise Tour del 2013. La tournée è a sostegno del suo album in studio Lust For Life, pubblicato in tutto il mondo il 21 luglio 2017. In un'intervista del 12 luglio 2017 per Beats 1, Zane Lowe domandò a Lana Del Rey se avesse intenzione di andare in tour, cosa che non aveva fatto per il suo precedente album, Honeymoon, e lei non sembrò sicura. Tuttavia, nelle settimane seguenti Del Rey annunciò una serie di concerti a sostegno del nuovo album.
Il 19 agosto, tramite i suoi account social, annunciò con un video di star pianificando un tour mondiale, primo tour ufficiale della cantante dopo il The Endless Summer Tour del 2015, in sostegno del suo secondo album Ultraviolence. Nelle settimane successive, la Del Rey cominciò a svelare dei dettagli del tour ai fan. Il 27 settembre, l'artista annunciò le prime date del tour, ovvero la leg americana, e dichiarò anche che avrebbe partecipato ad alcuni festival nell'America del Sud. I biglietti furono disponibili per la prevendita a partire dal 29 settembre, mentre furono poi resi disponibili per la vendita generale il 2 ottobre. Le date in Europa ed Oceania furono rese note il 16 ottobre.
Per la leg nordamericana, furono scelte come artiste d'apertura dei concerti le cantanti Jhené Aiko e Kali Uchis, per la leg australiana il cantante americano Børns e per la leg europea la cantautrice canadese Cat Power.

## Artisti d'apertura
La seguente lista rappresenta il numero correlato agli artisti d'apertura nella tabella delle date del tour. 
- Jhené Aiko = 1
- Kali Uchis = 2
- Børns = 3
- Cat Power = 4

## Scaletta
1. 13 Beaches
2. Pretty When You Cry
3. Cherry (con elementi di Scarborough Fair)
4. Born to Die
5. Blue Jeans
6. White Mustang
7. National Anthem (con  elementi di Happy Birthday, Mr. President)
8. When the World Was at War We Kept Dancing
9. Music to Watch Boys To
10. Lust for Life
11. Change / Black Beauty / Young and Beautiful
12. Ultraviolence
13. Ride
14. Salvatore
15. Video Games
16. Love
17. Dark Paradise
18. Get Free
19. Summertime Sadness
20. Serial Killer
21. Off to the Races

## Date del tour
| Data             | Città             | Stato        | Luogo                      | Artisti d'apertura | Biglietti venduti / Biglietti disponibili | Incasso      |
| Nord America     | Nord America      | Nord America | Nord America               | Nord America       | Nord America                              | Nord America |
| ---------------- | ----------------- | ------------ | -------------------------- | ------------------ | ----------------------------------------- | ------------ |
| 5 gennaio 2018   | Minneapolis       | Stati Uniti  | Target Center              | 1                  | 11.974 / 14.550                           | $639.236     |
| 7 gennaio 2018   | Denver            | Stati Uniti  | Pepsi Center               | 1                  | 6.940 / 13.509                            | $578.045     |
| 11 gennaio 2018  | Chicago           | Stati Uniti  | United Center              | 1                  | 12.140 / 13.515                           | $900.096     |
| 13 gennaio 2018  | Boston            | Stati Uniti  | TD Garden                  | 1                  | 11.813 / 13.297                           | $966.495     |
| 15 gennaio 2018  | Toronto           | Canada       | Air Canada Centre          | 2                  | 12.771 / 12.771                           | $1.062.700   |
| 17 gennaio 2018  | Detroit           | Stati Uniti  | Little Caesars Arena       | 2                  | 6.808 / 10.650                            | $497.997     |
| 19 gennaio 2018  | Newark            | Stati Uniti  | Prudential Center          | 2                  | 10.682 / 13.098                           | $821.266     |
| 21 gennaio 2018  | Filadelfia        | Stati Uniti  | Wells Fargo Center         | 2                  | 7.178 / 15.392                            | $568.072     |
| 23 gennaio 2018  | Columbus          | Stati Uniti  | Schottenstein Center       | 2                  | 8.164 / 12.674                            | $574.514     |
| 25 gennaio 2018  | Washington        | Stati Uniti  | Capital One Arena          | 2                  | 8.502 / 13.812                            | $651.036     |
| 26 gennaio 2018  | University Park   | Stati Uniti  | Bryce Jordan Center        | 2                  | 6.289 / 9.553                             | $327.505     |
| 30 gennaio 2018  | Charlotte         | Stati Uniti  | Spectrum Center            | 2                  | 7.448 / 9.677                             | $524.082     |
| 1º febbraio 2018 | Sunrise           | Stati Uniti  | BB&T Center                | 2                  | 7.241 / 13.270                            | $589.582     |
| 2 febbraio 2018  | Orlando           | Stati Uniti  | Amway Center               | 2                  | N.D.                                      | N.D.         |
| 5 febbraio 2018  | Atlanta           | Stati Uniti  | Philips Arena              | 2                  | 7.370 / 12.275                            | $604.500     |
| 6 febbraio 2018  | Nashville         | Stati Uniti  | Bridgestone Arena          | 2                  | 9.558 / 12.529                            | $572.874     |
| 8 febbraio 2018  | Dallas            | Stati Uniti  | American Airlines Center   | 2                  | 9.929 / 13.365                            | $924.168     |
| 10 febbraio 2018 | Houston           | Stati Uniti  | Toyota Center              | 2                  | 9.202 / 11.143                            | $868.366     |
| 11 febbraio 2018 | Austin            | Stati Uniti  | Frank Erwin Center         | N.D.               | 9.112 / 10.941                            | $907.280     |
| 13 febbraio 2018 | Phoenix           | Stati Uniti  | Talking Stick Resort Arena | 2                  | 10.428 / 13.384                           | $710.834     |
| 15 febbraio 2018 | San Diego         | Stati Uniti  | Valley View Casino Center  | 2                  | 10.979 / 11.270                           | $930.804     |
| 16 febbraio 2018 | Las Vegas         | Stati Uniti  | Mandalay Bay Events Center | 2                  | 8.880 / 9.210                             | $794.687     |
| 28 febbraio 2018 | Honolulu          | Stati Uniti  | Waikiki Shell              | 2                  | 6.359 / 8.026                             | $348.147     |
| Sud America      |                   |              |                            |                    |                                           |              |
| 17 marzo 2018    | Buenos Aires      | Argentina    | Hipòdromo de San Isidro    | N.D.               | N.D.                                      | N.D.         |
| 18 marzo 2018    | Santiago del Cile | Cile         | Parque O'Higgins           | N.D.               | N.D.                                      | N.D.         |
| 23 marzo 2018    | Bogotà            | Colombia     | Parque Deportivo 222       | N.D.               | N.D.                                      | N.D.         |
| 25 marzo 2018    | San Paolo         | Brasile      | Autòdromo De Interlagos    | N.D.               | N.D.                                      | N.D.         |
| Oceania          |                   |              |                            |                    |                                           |              |
| 29 marzo 2018    | Brisbane          | Australia    | Riverstage                 | 3                  | N.D.                                      | N.D.         |
| 31 marzo 2018    | Melbourne         | Australia    | Sidney Myer Music Bowl     | 3                  | N.D.                                      | N.D.         |
| 2 aprile 2018    | Sydney            | Australia    | Quodos Bank Arena          | 3                  | 13.614 / 13.657                           | $1.215.120   |
| Europa           |                   |              |                            |                    |                                           |              |
| 11 aprile 2018   | Milano            | Italia       | Mediolanum Forum           | 4                  | 11.853 / 11.853                           | $690.040     |
| 13 aprile 2018   | Roma              | Italia       | PalaLottomatica            | 4                  | 10.910 / 10.910                           | $588.587     |
| 16 aprile 2018   | Berlino           | Germania     | Mercedes-Benz Arena        | 4                  | 13.329 / 13.849                           | $964.338     |
| 17 aprile 2018   | Anversa           | Belgio       | Sportpaleis                | 4                  | N.D.                                      | N.D.         |
| 19 aprile 2018   | Barcellona        | Spagna       | Palau Sant Jordi           | 4                  | 13.518 / 14.214                           | $986.623     |
| 20 aprile 2018   | Madrid            | Spagna       | Palacio Vistalegre         | 4                  | 9.753 / 9.753                             | $990.784     |

## Cancellazioni
| Data           | Città       | Stato       | Luogo         | Causa              |
| -------------- | ----------- | ----------- | ------------- | ------------------ |
| 9 gennaio 2018 | Kansas City | Stati Uniti | Sprint Center | Problemi di salute |